# Dampniat
Dampniat este o comună în departamentul Corrèze din centrul Franței. În 2009 avea o populație de 669 de locuitori.

## Evoluția populației
| An        | 1975 | 1982 | 1990 | 1999 | 2006 | 2009 |
| --------- | ---- | ---- | ---- | ---- | ---- | ---- |
| Populație | 598  | 546  | 569  | 580  | 640  | 669  |